# Feels Like
Feels Like es el álbum de estudio debut de la banda estadounidense de rock Bully, lanzado en 2015.

## Recepción crítica
Feels Like recibió críticas generalmente positivas de los críticos. Laura Snapes de Pitchfork escribió, El grueso Cobain el grito de cabeza de la cantante, compositora y guitarrista de Bully Alicia Bognanno es su propia sacudida resucitante de protesta... ella pasa gran parte de Feels Like derribando la casa con su aullido. Michael Hann de The Guardian desestimó el álbum como "una bolsa de agarre de estilos de alt-rock de principios de los 90 que sonaba cansado a mediados de los 90, y no ha tenido nada más fresco desde entonces.

## Lista de canciones
Todas las canciones escritas por Alicia.

Todas las canciones escritas y compuestas por Alicia Bognanno. 
| N.º | Título        | Duración |  |
| 1.  | «I Remember»  | 1:47     |  |
| 2.  | «Reason»      | 2:46     |  |
| 3.  | «Too Tough»   | 3:17     |  |
| 4.  | «Brainfreeze» | 2:36     |  |
| 5.  | «Trying»      | 3:53     |  |
| 6.  | «Trash»       | 3:58     |  |
| 7.  | «Six»         | 2:17     |  |
| 8.  | «Picture»     | 2:48     |  |
| 9.  | «Milkman»     | 2:04     |  |
| 10. | «Bully»       | 2:25     |  |
| 11. | «Sharktooth»  | 3:29     |  |

## Charts
| Chart (2015)                            | Peak position |
| --------------------------------------- | ------------- |
| Estados Unidos (Top Heatseekers Albums) | 10            |
| Estados Unidos (Top Rock Albums)        | 34            |